# György Garics
György Garics (Szombathely, 8 marzo 1984) è un ex calciatore ungherese naturalizzato austriaco, di ruolo difensore.

## Biografia
Parla correttamente cinque lingue, tra cui l'italiano.

## Caratteristiche tecniche
La sua collocazione naturale era nel ruolo di terzino destro ma, come ha fatto spesso in Nazionale, poteva ricoprire anche il ruolo di centrocampista laterale destro.

## Carriera

### Club

#### Rapid Vienna
Cresciuto nelle giovanili dell'Haladás squadra della sua città nel 1998 passa al Rapid Vienna, ha esordito in prima squadra nella stagione 2002-2003, rimanendo con la compagine viennese sino all'agosto del 2006 disputando 81 partite in campionato e siglando una rete.
Ha disputato anche tre partite di Champions League nella stagione 2005-2006 e una di Coppa UEFA nel 2004-2005. Ha vinto il campionato austriaco nel 2004-2005.

#### Napoli
Il 29 agosto 2006 si è trasferito in Italia, al Napoli, per 500.000 euro, con cui ha disputato un ultimo campionato di Serie B. Esordisce in campionato con la maglia azzurra il 23 settembre 2006 in Napoli-Triestina (1-1). L'11 maggio 2008, nell'ultima gara casalinga del campionato di Serie A 2007-2008 contro il Milan finita 3-1 per il Napoli, segna il suo primo e unico gol in maglia azzurra e in Serie A.

#### Atalanta
Il 1º luglio 2008 viene ceduto a titolo di compartecipazione all'Atalanta per 1,8 milioni di euro. Con i bergamaschi viene impiegato come terzino destro di spinta. Il 5 ottobre 2008, contro la Sampdoria, realizza il suo primo gol nelle file dell'Atalanta. Al termine della stagione diviene un giocatore atalantino a tutti gli effetti nell'ambito dell'operazione che porta Luca Cigarini al Napoli.

#### Bologna
Il 9 agosto 2010, dopo aver disputato per intero il ritiro con la squadra nerazzurra, viene ceduto a titolo definitivo al Bologna per una cifra intorno ai 3 milioni.
Esordisce con la nuova maglia il 30 agosto, nel posticipo serale contro l'Inter (0-0). Il 4 febbraio in allenamento si rompe il legamento crociato anteriore del ginocchio destro, venendo perciò operato e saltando il finale della stagione.
Dopo sette mesi torna in campo contro il ChievoVerona. Il 9 luglio 2013 viene ufficializzato il prolungamento del contratto fino al 30 giugno 2016. Il 30 ottobre 2013 segna il goal che apre le marcature, e il suo secondo con la maglia dei felsinei, nel match contro il Cagliari, incontro terminato con il risultato di 0-3 a favore degli emiliani. Al termine della stagione 2013/2014 la squadra felsinea retrocede in Serie B. In estate viene nominato vice-capitano dei rossoblù.

#### Darmstadt
Il 14 agosto 2015 viene acquistato a titolo definitivo dai tedeschi del Darmstadt, compagine neopromossa in Bundesliga, lasciando così dopo cinque anni il Bologna. Il 30 agosto 2016 si svincola dal club tedesco.

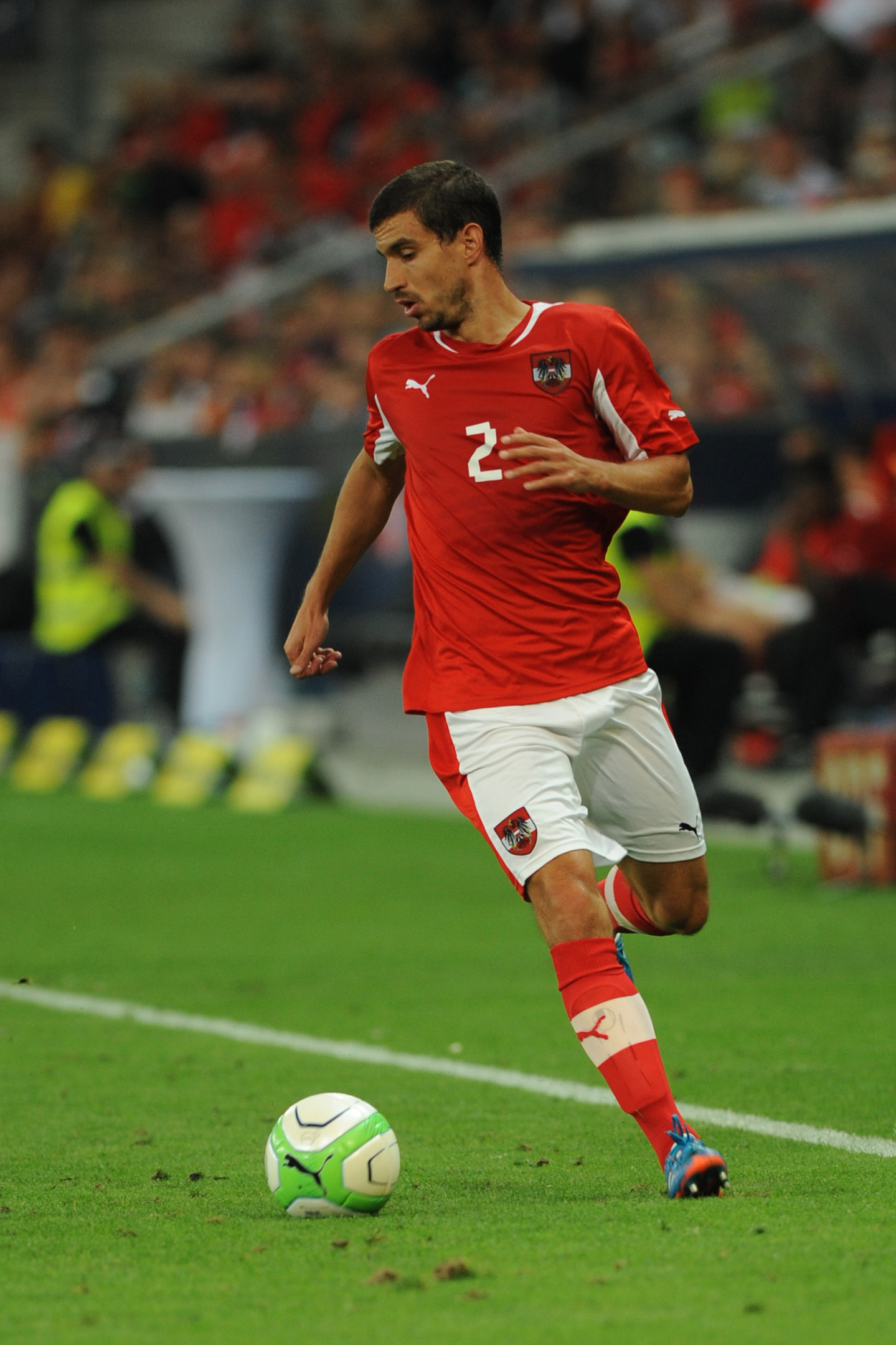
Garics in nazionale nel 2013

#### Imolese
Il 13 luglio 2017 sigla un contratto annuale con l'Imolese, club militante in Serie D.
La squadra viene promossa in Serie C, ma a fine stagione non gli viene rinnovato il contratto e decide di ritirarsi dal calcio.

### Nazionale
È stato il capitano della nazionale austriaca Under-21, e ha esordito nella nazionale maggiore il 6 ottobre 2006 contro il Liechtenstein segnando anche un gol.
È stato convocato per il campionato europeo del 2008 e ha esordito nella manifestazione partendo titolare nella partita Austria-Polonia del 12 giugno terminata con il risultato di 1-1. Termina la sua avventura europea con l'Austria di Josef Hickersberger con una sconfitta subita dalla Germania per 1-0.
Partecipa alle qualificazioni per i Mondiali sudafricani, ma l'infortunio nella stagione 2010 lo mette fuori causa temporaneamente, successivamente rientra nelle convocazioni e riconquista il posto da titolare per le qualificazioni ai mondiali 2014.
Viene convocato anche per la successiva rassegna a cui la nazionale austriaca si è qualificata, ossia gli Europei 2016 in Francia.

## Statistiche

### Presenze e reti nei club
Statistiche aggiornate al 18 ottobre 2017.
| Stagione            | Squadra             | Campionato          | Campionato | Campionato | Coppa nazionali | Coppa nazionali | Coppa nazionali | Coppe continentali | Coppe continentali | Coppe continentali | Altre coppe | Altre coppe | Altre coppe | Totale | Totale |
| Stagione            | Squadra             | Comp                | Pres       | Reti       | Comp            | Pres            | Reti            | Comp               | Pres               | Reti               | Comp        | Pres        | Reti        | Pres   | Reti   |
| ------------------- | ------------------- | ------------------- | ---------- | ---------- | --------------- | --------------- | --------------- | ------------------ | ------------------ | ------------------ | ----------- | ----------- | ----------- | ------ | ------ |
| 2002-2003           | Rapid Vienna        | BL                  | 2          | 0          | CA              | 0               | 0               | -                  | -                  | -                  | -           | -           | -           | 2      | 0      |
| 2003-2004           | Rapid Vienna        | BL                  | 27         | 0          | CA              | 4               | 1               | -                  | -                  | -                  | -           | -           | -           | 31     | 1      |
| 2004-2005           | Rapid Vienna        | BL                  | 18         | 1          | CA              | 4               | 0               | CU                 | 1                  | 0                  | -           | -           | -           | 23     | 1      |
| 2005-2006           | Rapid Vienna        | BL                  | 28         | 0          | CA              | 2               | 0               | UCL                | 3                  | 0                  | -           | -           | -           | 33     | 0      |
| 2006-2007           | Rapid Vienna        | BL                  | 6          | 0          | CA              | 0               | 0               | -                  | -                  | -                  | -           | -           | -           | 6      | 0      |
| Totale Rapid Vienna | Totale Rapid Vienna | Totale Rapid Vienna | 81         | 1          |                 | 10              | 1               |                    | 4                  | 0                  |             | -           | -           | 95     | 2      |
| 2006-2007           | Napoli              | B                   | 11         | 0          | CI              | 2               | 0               | -                  | -                  | -                  | -           | -           | -           | 13     | 0      |
| 2007-2008           | Napoli              | A                   | 26         | 1          | CI              | 2               | 0               | -                  | -                  | -                  | -           | -           | -           | 28     | 1      |
| Totale Napoli       | Totale Napoli       | Totale Napoli       | 37         | 1          |                 | 4               | 0               |                    | -                  | -                  |             | -           | -           | 41     | 1      |
| 2008-2009           | Atalanta            | A                   | 35         | 1          | CI              | 1               | 0               | -                  | -                  | -                  | -           | -           | -           | 36     | 1      |
| 2009-2010           | Atalanta            | A                   | 30         | 0          | CI              | 2               | 0               | -                  | -                  | -                  | -           | -           | -           | 32     | 0      |
| Totale Atalanta     | Totale Atalanta     | Totale Atalanta     | 65         | 1          |                 | 3               | 0               |                    | -                  | -                  |             | -           | -           | 68     | 1      |
| 2010-2011           | Bologna             | A                   | 15         | 0          | CI              | 1               | 0               | -                  | -                  | -                  | -           | -           | -           | 17     | 0      |
| 2011-2012           | Bologna             | A                   | 18         | 1          | CI              | 2               | 0               | -                  | -                  | -                  | -           | -           | -           | 20     | 1      |
| 2012-2013           | Bologna             | A                   | 27         | 0          | CI              | 1               | 0               | -                  | -                  | -                  | -           | -           | -           | 28     | 0      |
| 2013-2014           | Bologna             | A                   | 34         | 1          | CI              | 1               | 0               | -                  | -                  | -                  | -           | -           | -           | 35     | 1      |
| 2014-2015           | Bologna             | B                   | 8          | 0          | CI              | 1               | 0               | -                  | -                  | -                  | -           | -           | -           | 9      | 0      |
| Totale Bologna      | Totale Bologna      | Totale Bologna      | 102        | 2          |                 | 6               | 0               |                    | -                  | -                  |             | -           | -           | 108    | 2      |
| 2015-2016           | Darmstadt           | BL                  | 21         | 0          | CG              | 1               | 0               | -                  | -                  | -                  | -           | -           | -           | 22     | 0      |
| 2017-2018           | Imolese             | D                   | 13         | 0          | CI+CI-D         | 1+0             | 0               | -                  | -                  | -                  | -           | -           | -           | 14     | 0      |
| Totale carriera     | Totale carriera     | Totale carriera     | 314        | 5          |                 | 25              | 1               |                    | 4                  | 0                  |             | -           | -           | 343    | 6      |

### Cronologia presenze e reti in nazionale
| Cronologia completa delle presenze e delle reti in nazionale ― Austria | Cronologia completa delle presenze e delle reti in nazionale ― Austria | Cronologia completa delle presenze e delle reti in nazionale ― Austria | Cronologia completa delle presenze e delle reti in nazionale ― Austria | Cronologia completa delle presenze e delle reti in nazionale ― Austria | Cronologia completa delle presenze e delle reti in nazionale ― Austria | Cronologia completa delle presenze e delle reti in nazionale ― Austria | Cronologia completa delle presenze e delle reti in nazionale ― Austria |
| Data                                                                   | Città                                                                  | In casa                                                                | Risultato                                                              | Ospiti                                                                 | Competizione                                                           | Reti                                                                   | Note                                                                   |
| ---------------------------------------------------------------------- | ---------------------------------------------------------------------- | ---------------------------------------------------------------------- | ---------------------------------------------------------------------- | ---------------------------------------------------------------------- | ---------------------------------------------------------------------- | ---------------------------------------------------------------------- | ---------------------------------------------------------------------- |
| 6-10-2006                                                              | Vaduz                                                                  | Liechtenstein                                                          | 1 – 2                                                                  | Austria                                                                | Amichevole                                                             | 1                                                                      | 75’                                                                    |
| 11-10-2006                                                             | Innsbruck                                                              | Austria                                                                | 2 – 1                                                                  | Svizzera                                                               | Amichevole                                                             | -                                                                      | 84’                                                                    |
| 15-11-2006                                                             | Vienna                                                                 | Austria                                                                | 4 – 1                                                                  | Trinidad e Tobago                                                      | Amichevole                                                             | -                                                                      | 46’                                                                    |
| 7-2-2007                                                               | Ta' Qali                                                               | Malta                                                                  | 1 – 1                                                                  | Austria                                                                | Amichevole                                                             | -                                                                      | 66’                                                                    |
| 7-9-2007                                                               | Klagenfurt am Wörthersee                                               | Austria                                                                | 4 – 3                                                                  | Giappone                                                               | Amichevole                                                             | -                                                                      |                                                                        |
| 11-9-2007                                                              | Vienna                                                                 | Austria                                                                | 0 – 2                                                                  | Cile                                                                   | Amichevole                                                             | -                                                                      |                                                                        |
| 13-10-2007                                                             | Zurigo                                                                 | Svizzera                                                               | 3 – 1                                                                  | Austria                                                                | Amichevole                                                             | -                                                                      | Ammonizione                                                            |
| 17-10-2007                                                             | Innsbruck                                                              | Austria                                                                | 3 – 2                                                                  | Costa d'Avorio                                                         | Amichevole                                                             | -                                                                      |                                                                        |
| 16-11-2007                                                             | Vienna                                                                 | Austria                                                                | 0 – 1                                                                  | Inghilterra                                                            | Amichevole                                                             | -                                                                      |                                                                        |
| 21-11-2007                                                             | Vienna                                                                 | Austria                                                                | 0 – 0                                                                  | Tunisia                                                                | Amichevole                                                             | -                                                                      | 62’                                                                    |
| 26-3-2008                                                              | Vienna                                                                 | Austria                                                                | 3 – 4                                                                  | Paesi Bassi                                                            | Amichevole                                                             | -                                                                      |                                                                        |
| 30-5-2008                                                              | Vienna                                                                 | Austria                                                                | 5 – 1                                                                  | Malta                                                                  | Amichevole                                                             | -                                                                      |                                                                        |
| 12-6-2008                                                              | Vienna                                                                 | Austria                                                                | 1 – 1                                                                  | Polonia                                                                | Euro 2008 - 1º turno                                                   | -                                                                      |                                                                        |
| 16-6-2008                                                              | Vienna                                                                 | Austria                                                                | 0 – 1                                                                  | Germania                                                               | Euro 2008 - 1º turno                                                   | -                                                                      |                                                                        |
| 20-8-2008                                                              | Nizza                                                                  | Italia                                                                 | 2 – 2                                                                  | Austria                                                                | Amichevole                                                             | -                                                                      |                                                                        |
| 6-9-2008                                                               | Vienna                                                                 | Austria                                                                | 3 – 1                                                                  | Francia                                                                | Qual. Mondiali 2010                                                    | -                                                                      |                                                                        |
| 10-9-2008                                                              | Marijampolė                                                            | Lituania                                                               | 2 – 0                                                                  | Austria                                                                | Qual. Mondiali 2010                                                    | -                                                                      |                                                                        |
| 11-10-2008                                                             | Tórshavn                                                               | Fær Øer                                                                | 1 – 1                                                                  | Austria                                                                | Qual. Mondiali 2010                                                    | -                                                                      | 67’                                                                    |
| 15-10-2008                                                             | Vienna                                                                 | Austria                                                                | 1 – 3                                                                  | Serbia                                                                 | Qual. Mondiali 2010                                                    | -                                                                      |                                                                        |
| 19-11-2008                                                             | Vienna                                                                 | Austria                                                                | 2 – 4                                                                  | Turchia                                                                | Amichevole                                                             | -                                                                      | 46’                                                                    |
| 11-2-2009                                                              | Graz                                                                   | Austria                                                                | 0 – 2                                                                  | Svezia                                                                 | Amichevole                                                             | -                                                                      | 46’                                                                    |
| 12-8-2009                                                              | Klagenfurt am Wörthersee                                               | Austria                                                                | 0 – 2                                                                  | Camerun                                                                | Amichevole                                                             | -                                                                      | 45’                                                                    |
| 18-11-2009                                                             | Vienna                                                                 | Austria                                                                | 1 – 5                                                                  | Spagna                                                                 | Amichevole                                                             | -                                                                      |                                                                        |
| 29-2-2012                                                              | Klagenfurt am Wörthersee                                               | Austria                                                                | 3 – 1                                                                  | Finlandia                                                              | Amichevole                                                             | -                                                                      |                                                                        |
| 1-6-2012                                                               | Innsbruck                                                              | Austria                                                                | 3 – 2                                                                  | Ucraina                                                                | Amichevole                                                             | -                                                                      | 28’                                                                    |
| 5-6-2012                                                               | Innsbruck                                                              | Austria                                                                | 0 – 0                                                                  | Romania                                                                | Amichevole                                                             | -                                                                      |                                                                        |
| 15-8-2012                                                              | Vienna                                                                 | Austria                                                                | 2 – 0                                                                  | Turchia                                                                | Amichevole                                                             | -                                                                      |                                                                        |
| 11-9-2012                                                              | Vienna                                                                 | Austria                                                                | 1 – 2                                                                  | Germania                                                               | Qual. Mondiali 2014                                                    | -                                                                      |                                                                        |
| 12-10-2012                                                             | Vienna                                                                 | Kazakistan                                                             | 0 – 0                                                                  | Austria                                                                | Qual. Mondiali 2014                                                    | -                                                                      |                                                                        |
| 14-11-2012                                                             | Linz                                                                   | Austria                                                                | 0 – 3                                                                  | Costa d'Avorio                                                         | Amichevole                                                             | -                                                                      | 46’                                                                    |
| 22-3-2013                                                              | Vienna                                                                 | Austria                                                                | 6 – 0                                                                  | Fær Øer                                                                | Qual. Mondiali 2014                                                    | 1                                                                      |                                                                        |
| 26-3-2013                                                              | Dublino                                                                | Irlanda                                                                | 2 – 2                                                                  | Austria                                                                | Qual. Mondiali 2014                                                    | -                                                                      |                                                                        |
| 7-6-2013                                                               | Vienna                                                                 | Austria                                                                | 2 – 1                                                                  | Svezia                                                                 | Qual. Mondiali 2014                                                    | -                                                                      |                                                                        |
| 14-8-2013                                                              | Salisburgo                                                             | Austria                                                                | 0 – 2                                                                  | Grecia                                                                 | Amichevole                                                             | -                                                                      |                                                                        |
| 6-9-2013                                                               | Monaco di Baviera                                                      | Germania                                                               | 3 – 0                                                                  | Austria                                                                | Qual. Mondiali 2014                                                    | -                                                                      | 78’                                                                    |
| 10-9-2013                                                              | Vienna                                                                 | Austria                                                                | 1 – 0                                                                  | Irlanda                                                                | Qual. Mondiali 2014                                                    | -                                                                      |                                                                        |
| 11-10-2013                                                             | Solna                                                                  | Svezia                                                                 | 2 – 1                                                                  | Austria                                                                | Qual. Mondiali 2014                                                    | -                                                                      |                                                                        |
| 19-11-2013                                                             | Vienna                                                                 | Austria                                                                | 1 – 0                                                                  | Stati Uniti                                                            | Amichevole                                                             | -                                                                      |                                                                        |
| 5-3-2014                                                               | Klagenfurt am Wörthersee                                               | Austria                                                                | 1 – 1                                                                  | Uruguay                                                                | Amichevole                                                             | -                                                                      | 17’                                                                    |
| 3-6-2014                                                               | Olomouc                                                                | Rep. Ceca                                                              | 1 – 2                                                                  | Austria                                                                | Amichevole                                                             | -                                                                      |                                                                        |
| 29-3-2016                                                              | Vienna                                                                 | Austria                                                                | 1 – 2                                                                  | Turchia                                                                | Amichevole                                                             | -                                                                      | 78’                                                                    |
| Totale                                                                 |                                                                        | Presenze                                                               | 41                                                                     |                                                                        | Reti                                                                   | 2                                                                      |                                                                        |

## Palmarès
- Campionato austriaco: 1

Rapid Vienna: 2004-2005